# جيسيكا هال (لاعبة ألعاب قوى أسترالية)
جيسيكا جوليفي (من مواليد 22 أكتوبر 1996) هي عداءة أسترالية للمسافات المتوسطة والطويلة، حققت جيسيكا إنجازا بفوزها بالميدالية الفضية في نهائي سباق 1500 متر للسيدات وهي الميدالية الأولى للبلاد على المضمار منذ أكثر من عقد من الزمان وجاءت في المركز الثاني خلف العداءة الكينية فيث كيبيجون، التي أصبحت ثاني رياضية بعد يوسين بولت تدافع مرتين عن الميدالية الذهبية في ألعاب القوى، جيسيكا هي أيضا حاملة الرقم القياسي العالمي في سباق 2000 متر، والذي تم تسجيله في 12 يوليو 2024 بوقت 5:19.70. وهي أيضًا حاملة الرقم القياسي الأوقيانوسي لسباق 1500 متر داخل الصالات وخارجها، وسباق الميل داخل الصالات وخارجها، وسباق 3000 متر خارج الصالات. كما تحمل هال الرقم القياسي الأسترالي في سباق 5000 متر وسباق 3000 متر داخل الصالات. في عام 2024، كان رقمها القياسي الأوقيانوسي البالغ 3:50.83 في سباق 1500 متر أيضًا خامس أسرع أداء على الإطلاق في هذا الحدث.
تخرجت هال من جامعة أوريغون، حيث كانت بطلة القسم الأول من الرابطة الوطنية لرياضة الجامعات مرتين. وقد فازت بأربعة ألقاب وطنية أسترالية.